# Rimbach (Baviera)
Rimbach é um município da Alemanha, situado no distrito de Rottal-Inn, no estado da Baviera. Tem 22,69 km² de área, e sua população em 2019 foi estimada em 908 habitantes.